# Улица Свердлова (Подольск)
Улица Свердлова — улица в центральной части города Подольска Московской области, проходящая через несколько районов города. Названа в честь Якова Михайловича Свердлова — революционера-большевика, политического и государственного деятеля.

## История возникновения
Изначально улица Свердлова располагалась параллельно Матросской улице. Улица Свердлова ранее носила название Красноармейской. Свердлов имел отношение к истории одного из главных заводов города — Подольского механического завода (ПМЗ).

## Описание
Улица Свердлова берет свое начало от улицы Стекольникова, далее уходит в юго-западном направлении. Заканчивается на пересечении с улицей Ватутина, переходя далее в улицу Чехова.
Нумерация домов начинается со стороны улицы Стекольникова.
Улицу Свердлова пересекает улица Володарского, улица Клемента Готвальда, справа по ходу движения с начала улица примыкают улица Трудовая и улица 50 лет ВЛКСМ, слева по ходу движения с начала улицы примыкают улица Чистова, улица Подольских Курсантов, Пионерская улица и улица Ватутина.
На всем своем протяжении улица Свердлова является улицей с двухсторонним движением транспорта.
Почтовый индекс улицы: 142100, 142104, 142110, 142114, 142117.

## Примечательные здания и сооружения
- Мемориал Великой Отечественной войны (площадь генерала А. С. Еремеева на пересечении улицы Свердлова и улицы Клемента Готвальда). Памятник был открыт в мае 1985 года в преддверии Дня Победы и посвящен воинам-заводчанам Подольского электромеханического завода, погибшим в Великой Отечественной войне[5].
- Дворец культуры «Октябрь» (дом 38)[6]. Первый камень в строительство нового Дворца культуры был заложен 2 ноября 1966 года рабочими Подольского электромеханического завода. Торжественное открытие объекта состоялось в 1975 году, на тот момент это был лучший Дворец Культуры в Московской области.
- Деревянный ресторан «Русский чай» (дом 36В)[7][8].
- Гостиница «Подмосковье» (улица Клемента Готвальда, дом 1/42)[9].
- Подольский городской отдел записи актов гражданского состояния (ЗАГС) главного управления ЗАГС Московской области (улица Чехова, дом 1)[10][11].
- Сквер молодоженов (на пересечении улицы Чехова, улицы Свердлова и улицы Ватутина, напротив здания Подольского городского отдела ЗАГС)[12][13]. В связи с празднованием 232-летия города Подольска были переименованы некоторые улицы и скверы города. В октябре 2013 года соответствующее постановление о присвоении названия Сквер молодоженов подписал глава администрации города Николай Пестов.
- Памятник русским православным святым Петру и Февронии Муромским в сквере молодоженов (на пересечении улицы Чехова, улицы Свердлова и улицы Ватутина, напротив здания Подольского городского отдела ЗАГС)[14][14]. Святые Пётр и Феврония в православии являются покровителями любви, семьи, брака и верности. Исполнителем скульптурной композиции является скульптор Сергей Резепов, автор нескольких работ в городе Подольске. Открытие памятника было приурочено к празднованию дня города Подольска и состоялось 7 октября 2013 года.
- Бульвар Юности[15] (территория вдоль улицы 50 лет ВЛКСМ между улицей Кирова и улицей Свердлова). В перспективе планируется продолжить благоустроенную территорию вдоль улицы 50 лет ВЛКСМ, вплоть до пересечения с улицей Большая Серпуховская[16][17]. Начало данных работ планируется на 2020 год[18].

## Транспорт
По улице проходят маршруты автобусов № 3 и № 13. Оба маршрута являются кольцевыми (движение осуществляется в одном направлении). Конечной и начальной точкой маршрутов является станция «Подольск».
Также по улице Свердлова курсирует троллейбус № 4К.